# Kælan Mikla
Kælan Mikla ([cʰaiːlan mɪhkla]) — ісландський інді-артпанк гурт, утворений 2013 року в Рейк'явіку.
Складається з трьох дівчат, які виконують власну поезію і є авангардним свіжим віянням на ісландській музичній сцені.

## Історія
Учасники гурту познайомилися у Menntaskólinn við Hamrahlíð, вищій середній школі для учнів, що цікавляться мистецтвом. Вони швидко стали близькими друзями і багато часу проводили разом.
У січні 2013 року вони об'єдналися, щоб взяти участь у конкурсі поетичного слему. Вони виграли конкурс, хоча за тиждень Солвейґ тільки почала грати на ударних, Лауфі раніше не співала, а Марґрет тільки взяла у руки бас.
У травні 2014 року гурт випустив дебютний альбом «Glimmer og aska» власними силами.
2015 року вони повністю відмовилися від ударних, і Солвейґ перейшла на синтезатори.
Другий альбом, «Kælan Mikla» виходить у 2016 році на грецькому лейблі Fabrika Records, що спеціалізується на експериментальній музиці.
2017 року на Artoffact Records входить альбом «Mánadans».
8 листопада 2018 вийшов альбом «Nótt eftir nótt».
Влітку 2021 року виходять сингли «Sólstöður», «Ósýnileg» і «Stormurinn», що є прелюдією до альбому «Undir Köldum Norðurljósum», який очікується в листопаді.

## Стиль
Kælan Mikla відомі своїм темним меланхолічним звучанням, більшість пісень складається тільки з важкого баса, ударних та м'яких, мелодійних синтезаторів.
Гурт описується у пресі як ґотичний рок, дарквейв, артпанк, синтпанк і постпанк. Самі музикантки кажуть, що вони не ототожнюються з певним стилем і що їхнє звучання розвиватиметься далі.

## Склад
- Лауфі Софія Лорсдоттір — вокал
- Марґрет Роса Дора-Гаррісдоттір — бас
- Солвейґ Маттільдур Крістіансдоттір — ударні, драммашина, синтезатори

## Дискографія
- 2014 — Glimmer og Aska
- 2016 — Kælan Mikla
- 2017 — Mánadans
- 2018 — Nótt Eftir Nótt
- 2021 — Undir Köldum Norðurljósum